# تام پراکتر
تام پراکتر (انگلیسی: Tom Proctor) بازیگر اهل ایالات متحده آمریکا است.
از فیلم‌ها یا مجموعه‌های تلویزیونی که وی در آن‌ها نقش داشته است، می‌توان به نگهبانان کهکشان، بی‌قانون، ۱۲ سال بردگی، جنگوی زنجیرگسسته، لوپر و موجه اشاره نمود.